# Cesta dveh cesarjev
Cesta dveh cesarjev je ena izmed cest v Ljubljani.

## Zgodovina
Leta 1910 so poimenovali cesto, ki je potekala od Opekarske ceste do cesarskega paviljona v Mestnem logu, kot Cesta dveh cesarjev v spomin na ljubljanski kongres leta 1821, ko je bil paviljon postavljen. Cesta pa je dobila ime na tak način, da sta po kongresu, ki je bil na trgu (današnji Kongresni trg), ruski car in avstrijski cesar odšla vsak s svojo kočijo na vožnjo in sta se srečala na poti oziroma cesti, ki so jo potem poimenovali Cesta dveh cesarjev. 
28. novembra 1939 je mestni svet podaljšal obstoječo cesto.

## Urbanizem
Cesta poteka od križišča z Barjansko cesto in s Potjo na Rakovo jelšo do križišča z Lipahovo ulico in s Cesto v Gorice.
Na cesto se (od vzhoda proti zahodu) povezujejo: Ulica Ernesta Kramarja, Cesta v Zeleni log, Juvanova, Levarjeva, Mokrška, Cesta v Gorice.

## Javni potniški promet
Po delu Ceste dveh cesarjev potekajo trase mestnih avtobusnih linij št. 1, 1B, 9 in 16. 

### Postajališči MPP
| smer vzhod - zahod \| postajališče \| št. linije \| \| -------------------------- \| ---------- \| \| 603071 Pot na Rakovo jelšo \| 9 \| \| 604031 Mestni log \| 1, 1B, 1D \| |            |
| postajališče | št. linije |
| 603071 Pot na Rakovo jelšo | 9          |
| 604031 Mestni log | 1, 1B, 1D  |